# Jerome Davis (Soziologe)
Jerome Dwight Davis (* 2. Dezember 1891 in Kyōto; † 19. Oktober 1979) war ein US-amerikanischer Aktivist der christlichen Gewerkschaftsbewegung, Soziologe und Journalist, der sich in den USA als Vermittler bei Arbeitskämpfen und Aktivist der Friedensbewegung einen Namen gemacht hatte, aber auch als Verehrer des sowjetischen Diktators Josef Stalin umstritten war.

## Leben
Davis’ Eltern waren evangelikanische Missionare. Sein Vater bekam einen Lehrauftrag für die Dōshisha-Universität in der alten japanischen Kaiserstadt Kyōto, wo auch der Sohn geboren wurde. Als dieser 13 Jahre alt war, siedelte die Familie nach Oberlin Ohio über, wo er die Schule und anschließend das liberal ausgerichtete Oberlin College besuchte. Dort wurde er auch Vorsitzende der Studentenvereinigung des Christlichen Vereins Junger Menschen (YMCA). Auch engagierte er sich in Organisationen, die in Minneapolis für Arbeitnehmerrechte stritten.
Nach dem College schrieb er sich für das Fach Theologie gleichzeitig an einem Seminar in Dayton (Ohio) und der Columbia University in New York ein. Doch unterbrach er 1915 das Studium, um sich als Freiwilliger für den YMCA an den europäischen Kriegsschauplatz zu begeben. Er gehörte zu einer YMCA-Delegation, die 29 Lager für Kriegsgefangene im Zarenreich betreute, die Reisen führten ihn bis nach Turkmenistan. Er übernahm es auf Bitten der US-Regierung, die Verteilung von einer Million Flugblättern mit dem 14-Punkte-Programm von Präsident Woodrow Wilson für Soldaten des Deutschen Heeres zu organisieren.
Nach seiner Rückkehr schloss er das Studium in Dayton ab und reichte seine Dissertation an der Columbia University ein, wo er 1922 promoviert wurde. Im Jahr zuvor hatte er als Mitarbeiter eines Hilfsprogramms gegen die Hungersnot nach dem Russischen Bürgerkrieg erstmals Sowjetrussland bereist. In Publikationen sprach er sich für die Anerkennung der bolschewistischen Führung unter Wladimir Lenin aus.
Nach seiner Rückkehr in die USA übernahm er eine Stelle als wissenschaftlicher Assistent am traditionsreichen Dartmouth College in Hanover (New Hampshire). Auch dort engagierte er sich in  öffentlichen Gremien sowie in Organisationen der protestantischen Kirchen für die Erweiterung der Arbeiterrechte. 1924 bekam er erstmals einen Lehrauftrag der Yale University für ihre theologische Abteilung, die „Yale Divinity School“.
Allerdings wurde sein Lehrauftrag als Professor für Soziologie in Yale 1936 nicht verlängert. Nach Darstellung der Presse war die Mehrheit der Professoren im Präsidium der Divinity School nicht mit Davis’ Kritik am Kapitalismus einverstanden. Sein Weggang von Yale löste eine Debatte in der Presse über akademische Freiheit aus. Große Zeitungen, wie die „New York Times“, stellten sich auf Davis’ Seite. Auch wurde Davies zum Vorsitzenden des Amerikanischen Lehrerverbandes (American Federation of Teachers) gewählt.
1940 wurde er Delegierter der Demokratischen Partei, die entgegen der bisherigen Regelung die Kandidatur von Präsident Franklin D. Roosevelt für eine dritte Amtszeit durchsetzte. Er übernahm im YMCA die Leitung der Betreuung von Kriegsgefangenen der Achsenmächte, die die Briten in Lagern in Kanada internierten.
1943 übernahm er den Posten des Moskauer Korrespondenten der kanadischen Tageszeitung „Toronto Star“. Im Januar 1944 gehörte er zu der Korrespondentengruppe, die auf Einladung der sowjetischen Behörden die Massengräber von Katyn besichtigte und an der Pressekonferenz der sowjetischen Untersuchungskommission (Burdenko-Kommission) teilnahm. Seine Berichte, in denen er die sowjetische Version bestätigte, wurden auch von einigen US-amerikanischen und schwedischen Zeitungen übernommen. 1945 konnte er in Indien Mahatma Gandhi interviewen.
Er engagierte sich in Kampagnen gegen die 1949 gegründete NATO. Er wurde als Unterstützer kommunistischer Organisationen im Bericht des auf Betreiben des Senators Joseph McCarthy eingerichteten Komitees für unamerikanische Umtriebe des US-Kongresses (HUAC) erwähnt.
1952 gründete Davis im Rahmen der Friedensbewegung die Organisation „Promoting Enduring Peace“ (PEP). Auf seine Initiative geht die Ausschreibung des Gandhi-Friedenspreises (Gandhi Peace Award) zurück, den 1960 erstmals Eleanor Roosevelt erhielt. Das Oberlin College vergibt ein nach Davis benanntes Stidendium.

## Verhältnis zur Sowjetunion
Davis stellte in seinen Werken die Entwicklungen in der Sowjetunion als vorbildlich hin. So lobte er die mit der Entkulakisierung einhergehende Zwangskollektivierung als Erfolg. 1943 verlor er einen Zivilprozess um 150.000 Dollar Entschädigung gegen die Saturday Evening Post, die ihn einen „Kommunisten und Stalinisten“ genannt hatte.
1945 beteiligte sich Davis neben John Hersey, Richard Lauterbach, Edgar Snow Edmund Stevens und Alexander Werth an einer Kampagne prosowjetischer Journalisten gegen den Verleger und Publizisten William Lindsay White, der in seinem Buch „Report on the Russians“ das Sowjetsystem als Parteidiktatur beschrieben hatte, in dem die Massen unterdrückt und ausgebeutet würden.
Davis bekräftigte seine bereits in vielen Artikeln bekundete Haltung zum Sowjetsystem in seinem 1949 erschienenen Buch „Behind Soviet Power. Stalin and the Russians“, zu dem der frühere US-Botschafter in Moskau, Joseph E. Davies, das Vorwort schrieb. Wie Davis wurde auch Davies in derselben Zeit von einem Teil der US-Presse als Stalin-Verehrer kritisiert.
In seinem Buch stellt Davis Stalin als einen Gedichte lesenden Staatsmann vor, dessen Ziel es sei, die Demokratie zu stärken (S. 7, 38). Er verteidigte die Kollektivierung und die Sonderrechte für die Geheimpolizei NKWD (S. 12, 28–29), ebenso rechtfertigte er die Schauprozesse während der Stalinschen Säuberungen und den Ribbentrop-Molotow-Pakt (S. 12, 29–30). Auch propagierte er die Version, dass die deutschen Besatzer die Täter beim Massaker von Katyn gewesen seien. Er übte scharfe Kritik an der polnischen Exilregierung in London und lobte nach dem Krieg den Chef der polnischen KP, den Stalinisten Bolesław Bierut (S. 99–100). Überdies versuchte er in einem ganzen Kapitel, den Vorwurf zu widerlegen, Stalin wolle in den von der Roten Armee erst befreiten, dann besetzt gehaltenen Ländern kommunistische Regime installieren (S. 98–103). Er unterstellte US-Diplomaten, die vor der Expansion der Sowjetunion unter Stalin warnten, sie seien „im Grunde ihres Herzens Nazis“ (really Nazis at heart, S. 119).
Auch nach der Rede Nikita Chruschtschows auf dem XX. Parteitag der KPdSU 1956, in der dieser die an Parteimitgliedern begangenen Verbrechen Stalins anklagte, hielt Davis an seinen positiven Bewertungen des Sowjetsystems fest.

## Werke
- mit Theodor Lüddecke: Industrieller Friede: Ein Symposion. Paul List, Leipzig 1928.
- The New Russia Between the First and Second Five Year Plans. Books for Libraries Press, New York 1933, ISBN 978-0-8369-0365-2.
- Behind Soviet power. Stalin and the Russians. The Readers Press, West Haven Conn. 1949. (online)